# Grofija Hesse-Kassel
Deželna grofija Hessen-Kassel (nemško Landgrafschaft Hessen-Kassel), v celotnem svojem obstoju črkovana kot Hesse-Cassel, znana tudi kot Hessenska Pfalška (nemško Hessische Pfalz), je bila država Svetega rimskega cesarstva. Država je bila ustanovljena leta 1567, ko je bila deželna grofija Hessen razdeljena po smrti Filipa I., deželnega grofa Hessenskega. Njegov najstarejši sin Viljem IV. je podedoval severno polovico deželne grofije in glavno mesto Kassel. Drugi sinovi so prejeli deželne grofije Hessen-Marburg, Hessen-Rheinfels in Hessen-Darmstadt.
Med napoleonskimi vojnami in reorganizacijo cesarstva leta 1803 je bil deželni grof Hessena-Kassla povzdignjen v volilnega kneza in deželni grof Viljem IX. je postal cesarski volilni knez. Mnogi člani rodbine Hessen-Kassel so služili v danski vojski, kjer so dosegli visoke čine in moč v kraljestvu, saj so bili mnogi deželni grofi poročeni z danskimi princesami. Med člani družine, ki so znani po služenju Danski-Norveški, so princ Frederik Hessenski-Kasselski, princ Friderik Hessenski-Kasselski in princ Karel Hessenski-Kasselski. Imel je dva glasova v Reichstagu: enega zase in enega za opatijo Hersfeld.
Leta 1801 je bil Hessen prisiljen odstopiti ozemlje revolucionarni Franciji, vendar je bil leta 1803 odškodovan z ozemljem okoli nekdanje volilne kneževine Mainz in je bil povzdignjen v status volilne kneževine kot volilna kneževina Hessen, s čimer se je uradno končala deželna grofija.

## Hessenski najemniki
Deželni grofje Hessna-Kassla so bili v 17. in 18. stoletju znani po tem, da so svojo vojsko najemali drugim evropskim narodom. Takrat je bila razširjena praksa, da so majhne države najemale čete večjim državam v zameno za subvencije. Mednarodni pravniki so razlikovali med plačanci in pomožnimi četami. Plačanci so služili v tujih vojskah kot posamezniki, medtem ko so pomožne čete pošiljali njihovi vladarji v pomoč drugemu vladarju.
Hessen-Kassel je to prakso pripeljal do skrajnosti, saj je v mirnodobnem času v svoji zgodovini vzdrževal pod orožjem 5,3 % do 7,3 % svojega prebivalstva, v vojnem času pa je bilo znano, da se je to število podvojilo. To je bil višji delež kot celo Prusija, država, ki je bila tako močno militarizirana, da so jo opisovali kot "ne državo z vojsko, ampak vojsko z državo". Hessenska vojska je služila kot takoj na voljo rezerva za druge evropske narode. Med ameriško revolucijo je Kraljevina Velika Britanija najela na tisoče nemških vojakov za boj v Trinajst kolonijah, od katerih jih je polovica prišla iz Hessna-Kassla in bližnjega Hessna-Hanaua. Zaradi tega so ameriški kolonisti v kolonijah vse nemške čete, ki so služile Britancem, poimenovali s "Hessijci".
Enote, katere so sodelovale v ameriški revoluciji:
- Pehotni polk Hesse-Kassel št. 2 iz 1683/5|Fusilierski polk Lossberg – (št. 2)
- Pehotni polk Hesse-Kassel št. 3 iz 1684/2|Fusilierski polk Knyphausen Wilhelm von Knyphausen – (št. 3)
- Pehotni polk Hesse-Kassel št. 4 iz 1687/2|Mušketirski polk Donop – (št. 4)
- Pehotni polk Hesse-Kassel št. 5, št. 1756|Mušketirski polk Wutginau](od 1777 Regiment Landgraf) – (št. 5)
- Pehotni polk Hesse-Kassel št. 7 iz leta 1700|Leib-pehotni polk – (št. 7)
- Pehotni polk Hesse-Kassel št. 8 iz leta 1702/2|Mušketirski polk Trümbach (od leta 1779 Carl von Bose) – (št. 8)
- Pehotni polk Hesse-Kassel št. 9 iz leta 1702/1|Mušketirski polk princa Karla – (št. 9)
- Pehotni polk Hesse-Kassel št. 10 iz leta 1702/4|Fusilierski polk von Ditfurth – (št. 10)
- Pehotni polk Hesse-Kassel št. 11 iz leta 1745|Mušketirski polk von Mirbach (od leta 1780 Jung von Lossburg) – (št. 11)
- Pehotni polk Hesse-Kassel št. 12 iz 1750|Fusilier Regiment Erbprinz (od 1780 Mušketirski polk Prinz Friedrich) – (št. 12)
- Pehotni polk Hesse-Kassel št. 14 iz 1760/3|Grenadirski polk von Rall (od 1777 Wolfgang Friedrich von Wöllwarth; od 1778 Karl Levin von Trümbach; od 1779 Ludwig von Angelelli de Malvezzi) – (št. 14)
- Združeni grenadirski bataljoni (iz grenadirskih čet več strelskih in mušketirskih polkov):
  - 1. grenadirski bataljon von Linsing
  - 2. grenadirski bataljon von Block (kasneje von Lengerke)
  - 3. grenadirski bataljon von Minnigerode (kasneje von Löwenstein)
  - 4. grenadirski bataljon von Köhler (kasneje von Graf von Platte)
- Garnizijski polk von Bünau
- Garnizijski polk von Huyn (kasneje von Benning)
- Garnizijski polk von Stein (kasneje von Seitz; von Porbeck)
- Garnizijski polk von Wissenbach (kasneje von Knoblauch)
- Jägerjev korpus Hesse-Kassel
- Topniški korpus Hesse-Kassel